# Коваленко, Пётр Арсентьевич
Пётр Арсеньевич Коваленко (1889—1937) — русский революционер, политический деятель.

## Биография
Родился в 1889 году в Харькове. В период учёбы на первом курсе был в составе боевой студенческой дружины, которая экспроприировала отделение Волжско-Камского банка. Во время своего ареста в 1906 году оказал полицейским вооружённое сопротивление.
С 1906 по 1910 год находился в заключении в Александровском централе, после чего был отправлен в ссылку в деревню Воробьёво (Киренский уезд) вместе с В. И. Шамшиным. В 1911 году устроил побег и скрылся в Новониколаевске, где начал руководить социал-демократической организацией, а также сотрудничать с газетой «Обская жизнь».
В апреле 1912 года взят под арест в Барабинске и через 20 месяцев заключения отправлен в Киренский уезд, потом выслан в Нижне-Илимск и Иркутск.
Ближе к Февральской революции вновь прибыл в Новониколаевск и начал сотрудничать с газетой «Голос Сибири».
В марте 1917 года совместно с братьями Шварц возглавил профсоюз грузчиков. 25 мая назначен председателем Вокзального райкома РСДРП. Был представителем от Новониколаевской организации на Объединительном съезде РСДРП (19—26 августа), где настаивал на скорейшем заключении мира и делегировании власти Советам. С 14 сентября — член большевистского горкома; с 6 октября — в редколлегии газеты «Рабочий»; в ноябре избрался в Городскую думу. В связи с отъездом Г. Е. Дронина 10 декабря занял пост руководителя Новониколаевского комитета РСДРП(б); 14 декабря принят в исполком городского Совета.
С 1 января 1918 года — редактор газеты «Дело революции». С 21 по 25 мая 1918 года возглавлял работу I областного Западно-Сибирского съезда РКП(б).
После совершённого в Новониколаевске 26 мая 1918 года переворота находился в подполье.
С 4 мая 1920 года руководил Новониколаевским уездным революционным комитетом; 6 июня получил должность заместителя председателя исполкома горуездного Совета.
Впоследствии работал в газете «Правда» и был преподавателем высших учебных заведений столицы.
В 1937 году Коваленко репрессировали и расстреляли.